# Limontita
Limontita är en ort i Mexiko.   Den ligger i kommunen Altotonga och delstaten Veracruz, i den sydöstra delen av landet, 210 km öster om huvudstaden Mexico City. Limontita ligger 980 meter över havet och antalet invånare är 328.
Terrängen runt Limontita är bergig åt sydost, men åt nordväst är den kuperad. Limontita ligger nere i en dal. Runt Limontita är det ganska tätbefolkat, med 108 invånare per kvadratkilometer. Närmaste större samhälle är Atzalan, 10,5 km väster om Limontita. I omgivningarna runt Limontita växer i huvudsak blandskog.